# Staudengarten (Dresden)

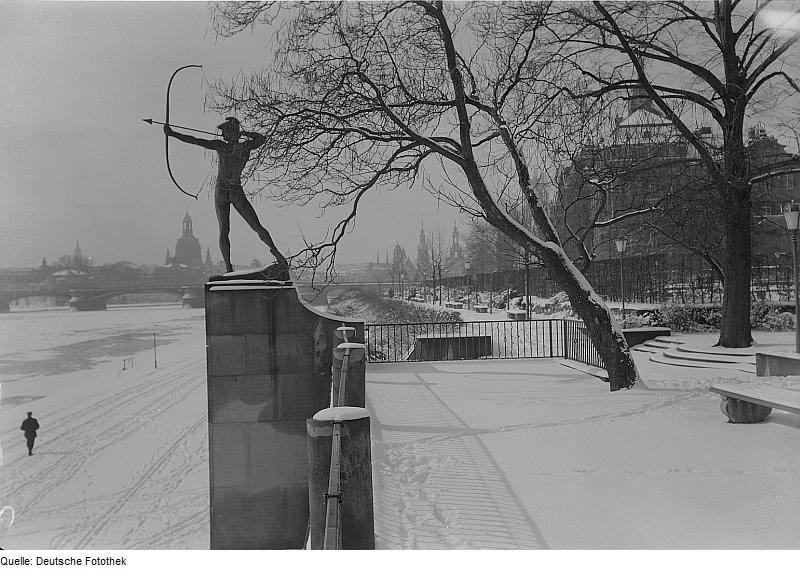
Neustädter Elbufer um 1940 im Winter: Unter dem Bogen von Ernst Moritz Geygers 1936 aufgestelltem Bogenschützen ist die unzerstörte Frauenkirche erkennbar. Am rechten Bildrand befindet sich mittig der Staudengarten, dahinter das Gesamtministerium.

Der Staudengarten ist eine kleine Parkanlage am Neustädter Elbufer in der Inneren Neustadt von Dresden. Er liegt zwischen der Sächsischen Staatskanzlei (vormaliges Gesamtministerium) am Carolaplatz und dem Neustädter Brückenkopf der Albertbrücke am Rosa-Luxemburg-Platz. Elbseitig wird er durch den tieferliegenden Elberadweg begrenzt, auf der elbabgewandten Seite verbindet die Wigardstraße die beiden Platzanlagen.
Sowohl der Staudengarten als auch der benachbarte Rosengarten gehören zum Königsufer und stehen unter Denkmalschutz.
In Dresden wird als Staudengarten auch ein kleines Areal  im Großen Garten nördlich des Sommerpalais zwischen Herkulesallee und Hauptallee bezeichnet, dessen Anlage als Rhododendrengarten der Gärnter Hermann Seidel, Schwiegervater des Königlichen Obergartendirektors Friedrich Bouché, 1895 stiftete.

## Geschichte

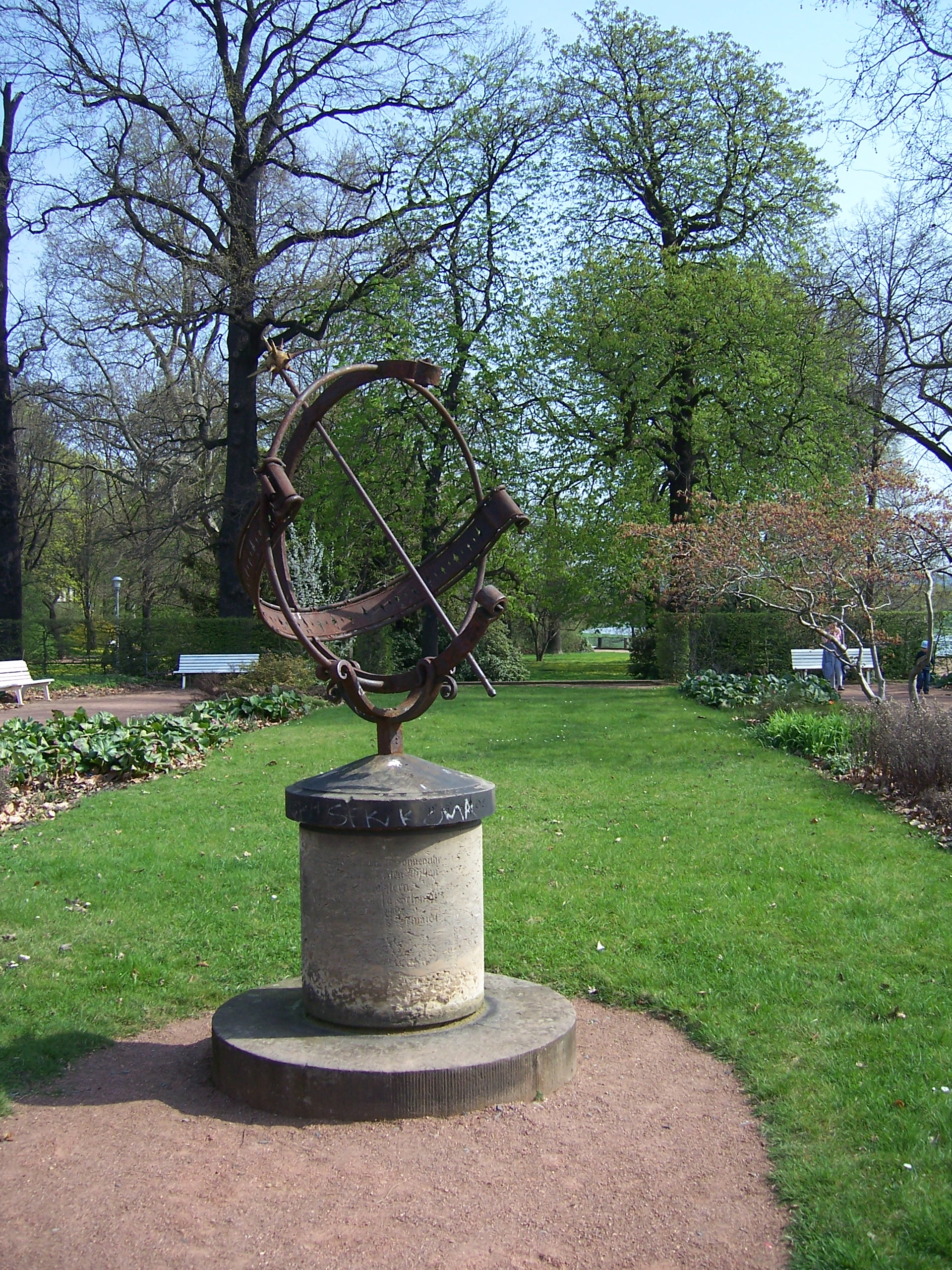
Sonnenuhr im Staudengarten

Die Verlegung des sächsischen Militärs aus der befestigten Neustadt in die Albertstadt im letzten Drittel des 19. Jahrhunderts gab neue Bauplätze frei. Mit dem Bau der Albert- und der Carolabrücke sowie der Brückenvorplätze und neuer Straßen wurde dieses Gebiet infrastrukturell erschlossen, zudem entstanden um die Jahrhundertwende mehrere Ministerialgebäude des heutigen Regierungsviertels.

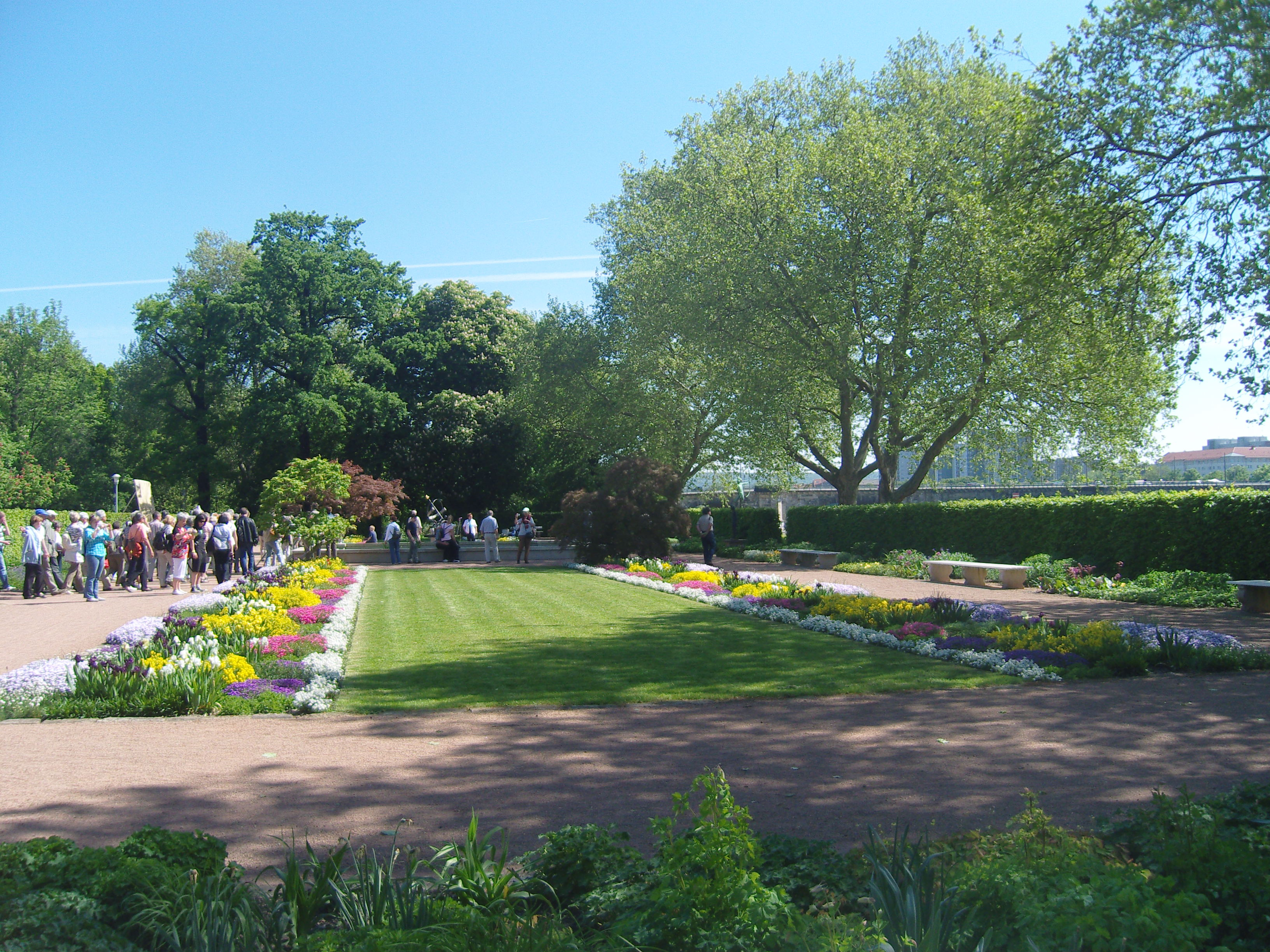
Staudenbestandene Teppichbeete nach der Rekonstruktion

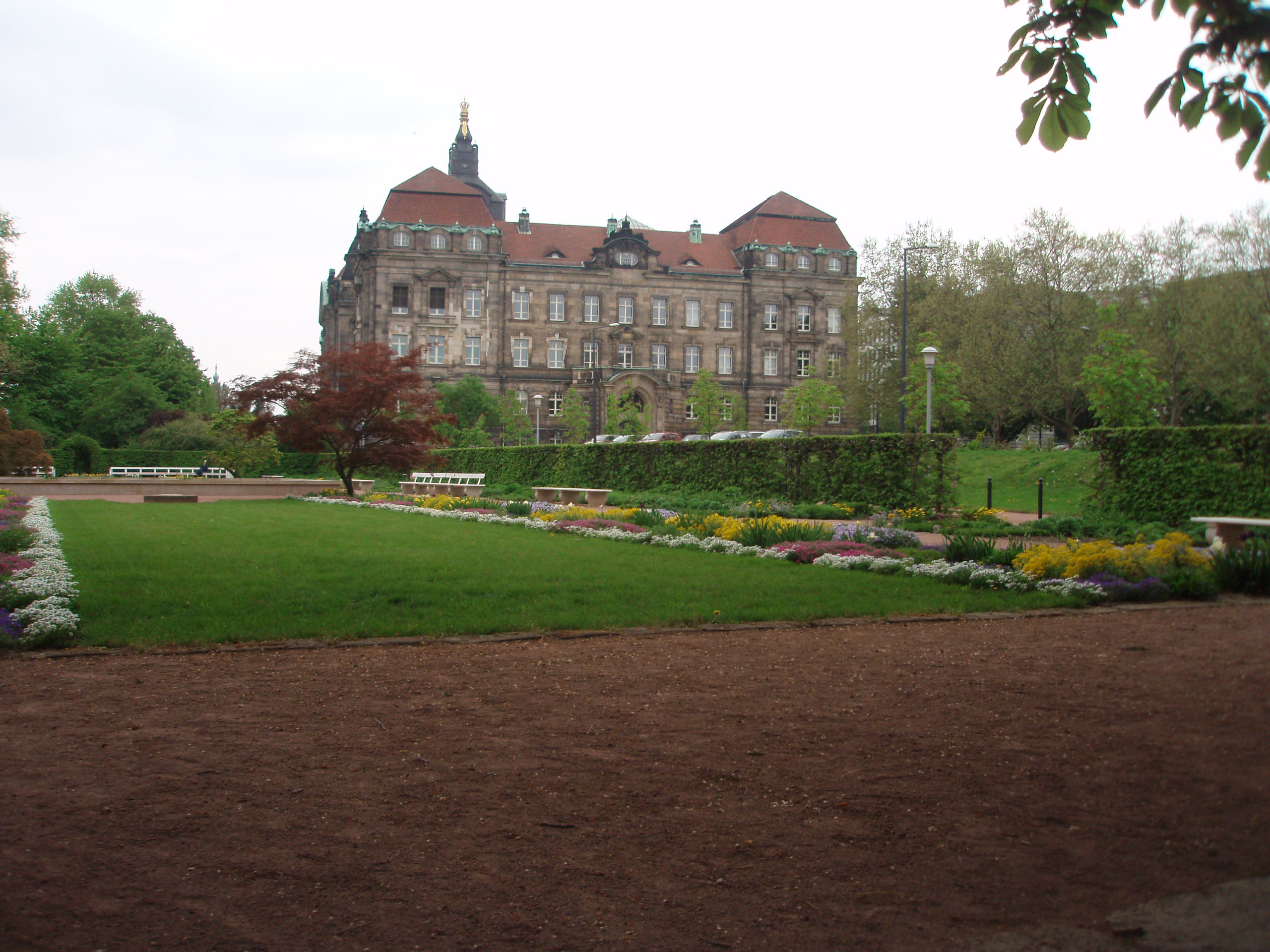
Entspannungsmöglichkeit an der Staatskanzlei

Unter Stadtbaurat Hans Erlwein gab es 1910 einen städtebaulichen Wettbewerb zur Gestaltung des Königsufers als Parkanlage. Damit sollte eine weitere Uferbebauung, wie sie auf der Altstädter Seite prägend ist, dauerhaft verhindert werden.
Unter Stadtgartendirektor Heinrich Balke erfolgte schließlich die Anlage des mit Hainbuchenhecken umsäumten Staudengartens 1934/1935 als Sondergarten mit flachen Staudenteppichen für die Reichsgartenschau 1936. In jenem Jahr wurde der Bogenschütze am Staudengarten aufgestellt, es handelt sich dabei um einen Nachguss des in Potsdam stehenden Originals von Ernst Moritz Geyger aus dem Jahr 1902. Zu den späteren Ergänzungen zählen unter anderem die 1940 geschaffene Sonnenuhr, die den geografischen Messpunkt Dresdens markiert, und die 1984 von Christine Heitmann in Bronze geformte Freiplastik Stehender Knabe.
Nach einer Bestandserfassung im Jahr 2005 und der denkmalpflegerischen Zielstellung im Folgejahr wurden Planungen zu einer originalgetreuen Rekonstruktion durchgeführt, wobei geänderte Faktoren wie das Baumwachstum Berücksichtigung fanden. Die Bauausführung erfolgte im zweiten Halbjahr 2009. Für die Umsetzung vergab das Sächsische Staatsministerium für Umwelt und Landwirtschaft beim Wettbewerb „Preis des sächsischen Garten- und Landschaftsbaus 2010“ den ersten Platz in der Kategorie Landschaftsgärtnerische Spezialgebiete.